# Anthrenus pygmaeus
Anthrenus pygmaeus là một loài bọ cánh cứng trong họ Dermestidae. Loài này được Dejean miêu tả khoa học năm 1837.